# 퉁소

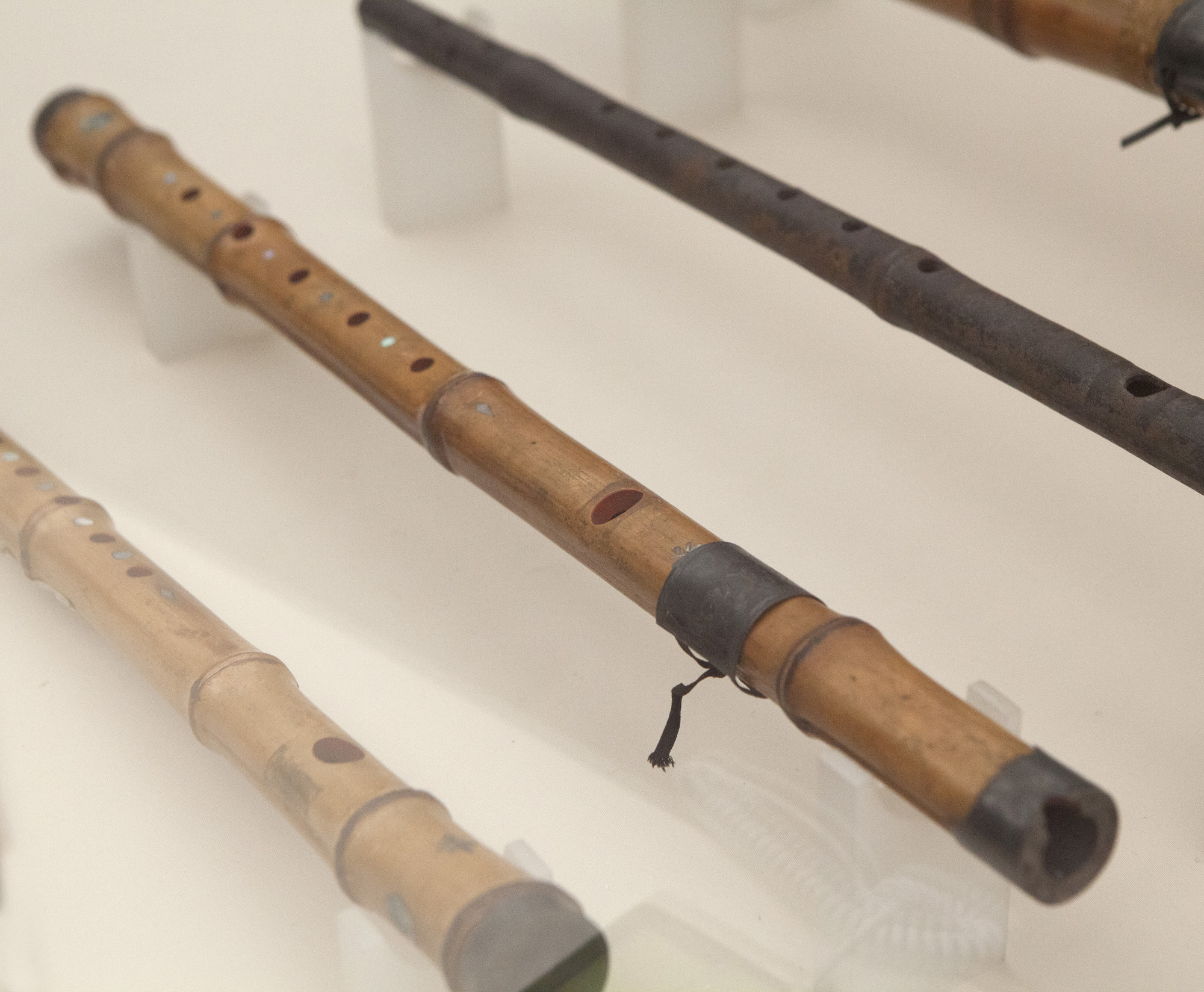
퉁소

퉁소(洞簫)는 관악기의 하나이다. 죽부악기이며, 당악기이다. 굵은 대나무에 구멍을 뚫어 세로로 부는 악기로, 소리는 호소하는 듯하고 애수적이다. 예전에는 제례악이나 연례악에 편성되었으나 현재는 향악의 독주악기로 애용되고 민속음악에서도 '퉁애'라는 이름으로 쓰인다.
중국에서 일찍부터 쓰던 악기로 한(漢) 무제(武帝) 때 악사 구중(丘仲)이 강족(羌族)의 관악기를 개량해 만들었다고 하며, 한국에서는 고려 때 쓰였다는 기록이 있다.
오래된 대나무(黃竹)로 만들며 길이는 1자 8치 2푼, 안지름은 2푼이 된다. 머리쪽에 김을 넣는 '부서'를 만들고, 머리쪽에서 4치쯤 내려와서 뒤쪽에 구멍(指孔) 1개, 그 밑에 앞쪽으로 구멍 5개를 뚫는다. 정악에서 쓰이는 퉁소는 청공(淸孔)이 없고 민속악에서 쓰이는 통소(퉁애)는 머리쪽에서 3치쯤 내려와서 앞쪽에 갈대청을 붙이는 청공(淸孔)이 있다. 또한, 단소(短簫)보다 굵고 크게 만들어, 길이가 55cm에 내경이 2cm나 된다.

## 같이 보기
- 단소
- 케나
- 한국 전통 악기

## 참고 문헌
- 이 문서에는 다음커뮤니케이션(현 카카오)에서 GFDL 또는 CC-SA 라이선스로 배포한 글로벌 세계대백과사전의 내용을 기초로 작성된 글이 포함되어 있습니다.